# Beata Kuziemska
Beata Irena Kuziemska (ur. 5 kwietnia 1960 roku w Warszawie) – chemik rolny, nauczyciel akademicki.

## Życiorys
Absolwentka Liceum Ogólnokształcącego im. Marii Skłodowskiej-Curie w Sokołowie Podlaskim (1979). W 1985 roku ukończyła studia na Wydziale Chemiczno-Matematycznym Wyższej Szkoły Rolniczo-Pedagogicznej w Siedlcach, uzyskując tytuł magistra chemii. Na macierzystej uczelni uzyskała w 1992 roku stopień doktora nauk rolniczych w dyscyplinie agronomia, a następnie w 2010 roku stopień doktora habilitowanego. 
Zawodowo od 1985 roku związana z siedlecką uczelnią, gdzie w latach 2015–2020 pełniła funkcję kierownika Katedry Gleboznawstwa i Chemii Rolniczej przekształconej kolejno w Zakład Gleboznawstwa i Chemii Rolniczej i Zespół badawczy chemii środowiska, gleby i nawożenia roślin.
Od 2012 roku jest kierownikiem studiów doktoranckich w dyscyplinie agronomia oraz rzecznikiem dyscyplinarnym ds. studentów. Specjalizuje się w chemii rolnej, jest autorką i współautorką licznych publikacji naukowych.